# Balinka (Hungria)
Balinka (em alemão: Balingen) é um município da Hungria, situado no condado de Fejér. Tem 18,62 km² de área e sua população em 2015 foi estimada em 891 habitantes.